# Muhammad al-Bukhari
Muhammad al-Bukhari (født 21. juli 810 i Bukhara, død 1. september 870 i Samarkand) var en persisk lærd, der udgav en af de vigtigste hadith-samlinger om Muhammeds liv. Al-Bukhari samlede og udvalgte ca. 7.000 såkaldte traditioner (hadith) om Muhammeds sædvane (sunna). Hans hadithsamling, ofte omtalt som Sahih Bukhari (eller Sahih al-Bukhari) er den største og af mange muslimer anset for at være den mest troværdige kilde til Muhammeds liv og synspunkter.
Ifølge overleveringen var al-Bukhari hele livet igennem optaget af hadith-studier og gennemgik i alt omkring 600.000 traditioner. Af disse udvalgte han de ca. 7.000, der udgjorde hans hovedværk al-Sahih, dvs. "den sande". Blandt sunnimuslimer har denne samling lige siden haft en særstatus som en af de vigtigste hadith-samlinger.